# Hargicourt British Cemetery
Hargicourt British Cemetery is een Britse militaire begraafplaats met gesneuvelden uit de Eerste Wereldoorlog, gelegen in het Franse dorp Hargicourt (departement Aisne). De begraafplaats werd ontworpen door Herbert Baker en ligt aan de Chemin de Jeancourt op 770 m ten zuidwesten van de dorpskerk (Église Saint-Pierre). Vanaf de weg leidt een pad van 100 m naar de toegang. De begraafplaats heeft een onregelmatig grondplan met een oppervlakte van 2.151 m². De omheining bestaat uit een muur van ruwe breuksteen afgedekt met witte natuursteen. Het Cross of Sacrifice staat, geflankeerd door twee stenen zitbanken, centraal tegen de noordelijke muur. In een naar binnen gebogen gedeelte van de zuidelijke muur bevindt zich de toegang die bestaat uit een metalen hek tussen witte stenen zuiltjes. Vooraan tegen de westelijke muur staat een schuilgebouw onder een plat dak en een open doorgang met twee ronde zuilen. Daar tegenover staat een kleiner schuilgebouwtje. Het terrein volgt een lichte helling en een klein niveauverschil wordt geaccentueerd door een trapje met een drietal treden. 
Er worden 305 doden herdacht waaronder 26 niet geïdentificeerde.
De begraafplaats wordt onderhouden door de Commonwealth War Graves Commission.

## Geschiedenis
Het dorp bleef tot april 1917 door de Duitsers bezet waarna het door de Britse troepen werd veroverd maar een jaar later, op 21 maart 1918 tijdens het Duitse lenteoffensief terug uit handen gegeven. Op 18 september 1918 werd het door Australische eenheden heroverd. De begraafplaats werd door gevechtseenheden in mei 1917 aangelegd en gebruikt tot maart 1918. In september en oktober van dat jaar werden nog enkele graven bijgezet en na de wapenstilstand werden nog drie Britse graven vanuit Hargicourt Communal Cemetery German Extension toegevoegd. De begraafplaats werd hoofdzakelijk gebruikt door de 34th Division onder de naam Hargicourt Quarry Cemetery, naar een steengroeve over de nabijgelegen spoorlijn.
Onder de geïdentificeerde slachtoffers zijn er 241 Britten, 22 Indiërs, 14 Australiërs en 2 Duitsers. Eén Brit wordt herdacht met een Special Memorial omdat zijn graf niet meer gelokaliseerd kon worden en men neemt aan dat hij onder een naamloze grafzerk begraven ligt.

## Onderscheiden militairen
- Harold Graham Paris, majoor bij de Royal Garrison Artillery en Thomas Balfour Keillor, luitenant bij de Australian Infantry, A.I.F. werden tweemaal onderscheiden met het Military Cross (MC and Bar).
- Matthew Whelan, korporaal bij de Northumberland Fusiliers werd onderscheiden met de Distinguished Conduct Medal en de Military Medal (DCM, MM).
- E.S. Scott, compagnie sergeant-majoor bij de Northumberland Fusiliers  en A.E. Knightley, sergeant bij het Suffolk Regiment werden onderscheiden met de Distinguished Conduct Medal (DCM).
- de sergeanten Frank Cooper en Reginald Vernon Patrick Taylor, de korporaals John Denis Baker en William Leslie Jackson, schutter George Edward Griffin en soldaat J. Arnold werden onderscheiden met de Military Medal (MM).